# Relaciones Nauru-Venezuela
Las relaciones Nauru-Venezuela se refieren a las relaciones internacionales que existen entre Nauru y Venezuela.

## Historia
Durante el Foro para el Desarrollo de las Islas del Pacífico en 2019, la delegación venezolana sostuvo una reunión con el presidente de Nauru, Baron Waqa.
Para 2021, Nauru era uno de los 9 países en el Pacífico con los Venezuela que mantenía relaciones diplomáticas.

## Misiones diplomáticas
- Venezuela cuenta con una embajada concurrente en Canberra, Australia.[3]